# Sulforaphane
Sulforaphane là một phân tử trong nhóm isothiocyanate của các hợp chất organosulfur.  Nó thể hiện đặc tính chống ung thư và kháng khuẩn trong các mô hình thực nghiệm.  Nó được tạo ra khi enzyme myrosinase chuyển hóa glucoraphanin, một glucosinolate, thành sulforaphane trên tác động thương tổn đến thực vật (như bị nhai), cho phép hai hợp chất kết hợp và phản ứng. Mầm non của bông cải xanh và súp lơ đặc biệt giàu glucoraphanin..
| glucoraphanin, glucosinolate tiền thân của sulforaphane |

## Sự xuất hiện và phân lập
Nồng độ cao nhất của sulforaphane đã được xác định trong mầm bông cải xanh. Nó cũng được tìm thấy trong các loại rau họ Cải (cruciferous vegetables) như bông cải xanh, cải bruxen, cải bắp, súp lơ, cải thìa, cải xoăn, cải búp, cải làn, cải rapini, su hào, mù tạc, củ cải (cây), cải củ, rau arugula và cải xoong.

## Dược tính

### Đau bao tử, ung thư dạ dày
Tiêu thụ mầm bông cải xanh đã thể hiện được khả năng hiệu quả trong việc ức chế sự phát triển của khuẩn Helicobacter pylori, với liều lượng sulforaphane ít nhất của một trong những tác nhân tích cực.
Sulforaphane và chế độ ăn uống tiêu thụ các loại rau họ cải được biết là ảnh hưởng đến hoạt động của các enzym chuyển hóa thuốc trong ống nghiệm và trong các nghiên cứu trên người ban đầu. Mặc dù không có tác dụng phụ hoặc tương tác thuốc đã được báo cáo trực tiếp như năm 2008, người dùng thuốc theo toa nên tham khảo ý kiến bác sĩ trước khi dùng sulforaphane hoặc các chiết xuất mầm bông cải xanh.

### Ung thư
Các hoạt động chống ung thư có thể có của sulforaphane có thể liên quan đến sự khởi phát của enzyme giai đoạn II trong việc chuyển đổi xenobiotic
(như quinone reductase và glutathione S-transferase và tăng cường phiên mã của các protein ức chế khối u, có thể thông qua tác dụng ức chế trên histone deacetylase.
Sulforaphane và diindolylmethane (một hợp chất từ các loại cải Brassica) ức chế sự phát triển ung thư trong ống nghiệm và trong các nghiên cứu trên động vật. Sulforaphane làm giảm các Wnt / beta-catenin tiến trình tự đổi mới trong các tế bào gốc ung thư vú.
Khi bôi tại chỗ, sulforaphane có thể bảo vệ da chống lại tác hại bức xạ tia tử ngoại, và do đó có khả năng chống lại ung thư. Sulforaphane có thể ức chế hoạt động của histone deacetylase (HDAC).

### Tim mạch
Thí nghiệm sơ bộ cho thấy sulforaphane có thể bảo vệ tim khỏi viêm mạch máu và xơ vữa động mạch.